# Échantillonnage par hypercube latin

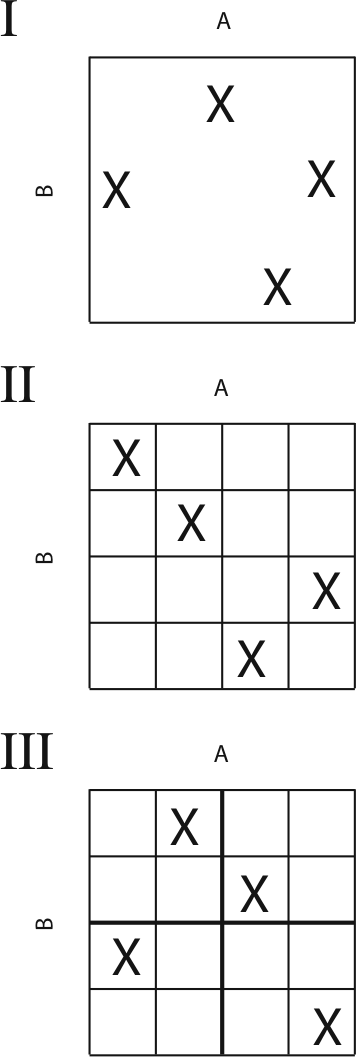
Trois méthodes d'échantillonnage d'un espace à deux dimensions : 1) par tirage aléatoire 2) Par hypercube latin sur 4×4 strates 3) Orthogonal.

L'échantillonnage par hypercube latin est une méthode statistique pour l'échantillonnage quasi-aléatoire, à partir d'une loi de probabilité à plusieurs variables, inspirée de la méthode de Monte-Carlo.
La méthode effectue l'échantillonnage en assurant que chaque échantillon soit positionné dans un espace Ω de dimension d comme le seul échantillon dans chaque hyperplan de dimension d-1 aligné sur les coordonnées qui définissent sa position. Chaque échantillon est donc positionné en fonction de la position des échantillons positionnés précédemment, afin d'assurer qu'ils ne possèdent pas de coordonnées communes dans l'espace Ω.

## Différences avec les autres méthodes d’échantillonnage
La méthode d’échantillonnage par hypercube latin diffère des méthodes d’échantillonnage aléatoire ou d'échantillonnage orthogonal.
- Dans le cas d'un échantillonnage aléatoire, chaque échantillon est positionné aléatoirement dans l'espace, selon la distribution de probabilité donnée, indépendamment de la position des autres échantillons. Cette méthode ne nécessite pas que le nombre d'échantillons soit connu à l'avance ou de retenir la position des échantillons déjà placés.
- Dans la méthode d'échantillonnage par hypercube latin, chaque échantillon est positionné de manière à ne pas avoir de coordonnées communes avec les autres échantillons précédemment positionnés. Cette méthode nécessite donc de connaître la position des échantillons déjà positionnés.
- Dans la méthode d'échantillonnage orthogonal, l'espace est d'abord divisé en sous-espaces équiprobables. Chaque échantillon est positionné de manière à ne pas avoir de coordonnées communes avec les autres échantillons précédemment positionnés et à ce que chaque sous-espace possède la même densité d'échantillons. Cette méthode nécessite que le nombre d'échantillons soit connu à l'avance.